# Función de coordinación distribuida
La Función de coordinación distribuida (DCF, por sus siglas en inglés) es la técnica fundamental de control de acceso al medio del estándar IEEE 802.11 para redes de área local inalámbrica. DCF emplea el método CSMA/CA con un algoritmo binario exponencial denominado backoff.
DCF utiliza un algoritmo que consiste en que la estación que desea transmitir (A), en primera instancia debe escuchar al canal un determinado tiempo denotado como DIFS para verificar que el canal esté libre. Si el canal está libre durante el periodo de tiempo DIFS, la estación A procede a enviar una solicitud para transmisión o RTS (Request To Send). La estación de destino (B) que recibe la RTS espera durante un intervalo de tiempo llamado SIFS; si el canal está libre, procede a responder con un CTS (Clear To Send) o con un RxBusy si está recibiendo datos de otra estación oculta (C) para la estación A. Una vez que la estación A recibe la CTS, también debe esperar el tiempo SIFS antes de proceder a transmitir los datos hacia la estación B. La estación B, una vez que recibe los datos vuelve a esperar el intervalo de tiempo SIFS hasta poder transmitir el acuse de recibo ACK o de no haber recibido nada NAK hacia la estación A. 
Cabe destacar que durante este proceso, las estaciones de origen y destino sólo esperan el tiempo SIFS para continuar con el proceso; mientras que las otras estaciones deben esperar un tiempo DIFS para comenzar a hacer sus solicitudes de transmisión.